# Calypso (Santa Lucía)
Calypso es una localidad de Santa Lucía que forma parte del distrito de Micoud.